# Arekêna
Arekêna (Arequena, Guarequena, Uarequena, Uerequema, Uerequena, Urequema, Warekêna, Warekena, Werekena, Werikena, ), pleme američkih indijanaca naseljeno u brazilskim državama Amazonas i Roraima uz rijeke Rio Chié (Xié) i Içana, te u Venezueli u selima Guzmán Blanco i Wayanapi na rijeci San Miguel i Guanía-Río Negro. Arekêna u kasnom 20. stoljeću broje oko 700 duša u obje države, a jezično pripadaju porodici Arawakan. Mnogi Arekêne zbog kolonizacije i sakupljača gume migriraju prema Orinocu, Atabapu i Puerto Ayacuchu. 
Arekêne su kulturno i jezično srodni plemenima Tariána, Baré, Tsase i Wakuénai. Prema njihovoj mitologiji prije nego što je Nápiruli stvorio svijet za prevlast su se borili ljudi-ptice i ljudi-pčele. Drugi stvoritelj Kúwai (Kuwé), središnja je ličnost mitologije njih i Baré Indijanaca, sin je Nápirulijev i stvorio je svjetlost i naučio Arekêne sa svojim ocem čitavoj kulturi, dok je heroj Mjumpe Numana stvorio je zalihe gline u rijekama, koja im je potrebna za izradu lonaca. 
Slično ostalim tropskim plemenima agrikultura im je tipa posijeci-i-spali, a većina njihovih conucos-a nalaze se blizu kanala San Miguel ili Itini-Wini.

## Vanjske poveznice
- Warekena